# Ton en Tineke
Ton en Tineke (of Tinneke) is een stripreeks bedacht door André Franquin. De oorspronkelijke Franse titel van de strip is Modeste et Pompon.

## Personages
Ton en Tineke vormen een koppel. Ton is een man met een chagrijnig karakter. Tineke is daarentegen een heel rustig type dat altijd tussenbeide moet komen als Ton weer een ruzie maakt met 'vriend' Felix, al dan niet vergezeld van zijn drie (aanvankelijk vijf) vervelende neefjes. Felix is een vertegenwoordiger en uitvinder. Die laatste hobby deelt hij met Ton en komt later ook terug in personage Guust Flater. Ook met de twee buren heeft Ton het soms aan de stok.

## Geschiedenis

### Franquin
Begin jaren vijftig van de 20ste eeuw werkte André Franquin voor stripweekblad Robbedoes (Spirou) van uitgeverij Dupuis, waar hij zich bezighield met Robbedoes en Kwabbernoot en het tekenen van allerlei illustraties. Hierdoor was hij een van de belangrijkste namen van het blad. De uitgever, Charles Dupuis, had Franquin destijds een betere vergoeding voor de albumverkoop beloofd, maar Franquin was het document kwijt. Dupuis schikte zich niet naar de beloftes en beweerde zelfs dat ze nooit gedaan waren. Franquin was hier kwaad om en sprak erover met een collega-tekenaar van het concurrerende weekblad Kuifje (Tintin). Via hem kwam Franquin in contact met de hoofdredacteur van dat blad, André Fernez, en Eugène Van Nijverseel (Evany), iemand uit Hergés entourage. Hij besprak met hen de reeks die hij wou maken. De naam Pompom (Tineke) had Franquin al gekozen, maar voor Modeste (Ton) had hij nog geen naam. Die kwam boven toen Evany er als inspiratiebron zijn agenda bijnam en de voornamen op de kalender afging.
Franquin wou wekelijks één gag tekenen voor zijn nieuwe baas, omdat hij - abusievelijk - dacht dat dat makkelijker zou gaan dan het maken van vervolgverhalen. Eveneens om het zich gemakkelijk te maken, begon Franquin met het verzinnen van auto's voor de strip in plaats van zich te documenteren en te baseren op echte modellen. Ook dat bleek een verkeerde aanname: hij had er uiteindelijk meer werk aan.
Dat Ton en Tineke voor Kuifje zou worden gemaakt, had zo zijn invloed. Kuifje kon een komische reeks best gebruiken, maar de manier waarop Robbedoes zo'n reeks neerzette, dat vonden ze bij Kuifje nogal plat. Daarom werden Ton en Tineke nette, burgerlijke personages.
Franquin werd door de uitgever van Kuifje, Raymond Leblanc, voorgesteld aan de redactie van het blad. Het was Franquins eerste en onmiddellijk ook laatste bezoek aan de redactie van zijn nieuwe werkgever. Dat hij er werd aangekondigd als een "genie" gaf Franquin een ongemakkelijk gevoel.
Bij Kuifje tekende Franquin een contract voor vijf jaar. Bij Dupuis had hij tot dan nooit met een contract gewerkt, maar met een relatie op basis van vertrouwen. Charles Dupuis was verdrietig met Franquins beslissing en probeerde hem op andere gedachten te brengen. Bij een etentje bij Charles Dupuis waarop Franquin was uitgenodigd, zou die laatste - volgens Dupuis zelf - ook hebben aangegeven zich beter te kunnen vinden in de sfeer van Robbedoes. Franquin lag echter onder contract en kon daar niet zomaar aan ontsnappen. Er kwam echter toch een overeenkomst tussen de betrokken partijen: Franquin zou voor beide bladen werken en kon al na vier jaar bij Kuifje weg. Leblanc kocht de rechten op de reeks van Franquin af voor twee jaar extra loon - wat Franquin later een belachelijk laag bedrag zou vinden. Tot slot leidde Franquin Dino Attanasio op om de reeks verder te zetten.
De publicatie in albumvorm bij uitgeverij Le Lombard, de uitgeverij achter het weekblad Kuifje, liep niet steeds van een leien dakje. De uitgeverij had uit de albumpublicatie van Quick en Flupke van Hergé geleerd dat een gagreeks niet zo succesvol werd als een andere strip. De avonturen van Kuifje verkochten immers stukken beter. Daarom kwamen de eerste twee albums van Ton en Tineke er pas in 1958 en 1959, met de gags in een willekeurige volgorde. Het was wachten tot in 1973 voor een derde album, op aandringen van Franquin. Le Lombard had bovendien de gewoonte om de naam van de scenaristen uit de gags te wissen, zodat er maar met één auteur rekening moest gehouden worden. Franquin wou die namen er net wel in. Hij verzocht de uitgever dan ook daarmee op te houden.
Uiteindelijk zou nog het dispuut dat aan de basis lag van Franquins passage bij Kuifje opgelost raken: Franquin vond het verloren document terug, waarmee die problemen van de baan waren.

#### Scenaristen
Voor Ton en Tineke liet Franquin zich geregeld bijstaan door een aantal scenaristen:
- Peyo leverde hem zijn eerste grap.
- Greg: hij verzon de meeste grappen en introduceerde een chagrijnige buurman, die opvallende gelijkenissen vertoont met het latere Guust-personage Van Gestel. Greg zou nog veel samenwerken met Franquin en stak in de periode van Ton en Tineke het een en ander op over de tekenaar. Hij leerde dat hij Franquin beter één idee kon aanbieden in plaats van meerdere, omdat hij het merendeel ervan uiteindelijk verveeld zou weggooien dan, ook al vond de tekenaar de grappen aanvankelijk wel goed. Greg nam het idee van de buren later mee naar zijn eigen reeks Olivier Blunder.
- René Goscinny: hij verzon een ander groot deel van de grappen. Hij bracht de andere buurman, een opdringerige, in de reeks. Franquin merkte dat Goscinny beter geschikt was voor langere verhalen: de latere tekenaar van Asterix probeerde zijn verhalen telkens wat meer elementen mee te geven dan nodig voor een korte gag.
- Tibet: hij was een bewonderaar van Franquin en probeerde via een samenwerking van hem te leren. Door scenario's aan te dragen, had hij een reden om Franquin op te zoeken met zijn tekenwerk.

Doordat Goscinny en Greg elk een eigen buurman hebben verzonnen, is aan de gags met de buurmannen te zien wie het scenario heeft geschreven.

### Na Franquin
Nadat Franquin na 183 gags de reeks verliet, kwam die in handen van Dino Attanasio. Attanasio werd hiervoor door Franquin, die onder de indruk was Attanasio's personage Spaghetti, zelf gevraagd op een receptie. Het eerste jaar verschenen de gags van Attanasio zonder dat diens naam erbij vermeld stond. Attanasio zou met zijn studio uiteindelijk 480 gags maken 10 jaar tijd. Voor de scenario's werd hij bijgestaan door Greg, Lucien Meys, Mittéï (onder de naam 'Hao') en in het laatste jaar Jean Van Hamme.
Vanaf 1969 nam Mittéï samen met Christian Godard de reeks over. Mittéï werd hierbij geregeld bijgestaan door Pierre Seron ('Foal'). In 1975 werden ze opgevolgd door Griffo, die vooral scenario's kreeg van Noirret. De Vlaamse Griffo werd door Franquin zelf gevraagd de reeks over te nemen. Hij maakte bij het overschrijven naar het Frans, de taal waarin weekblad Tintin werd opgesteld, geregeld fouten. Toen de corrector na enkele maanden zijn fouten niet meer wou verbeteren, gaf Griffo er de brui aan. Een paar maanden later kwam de reeks in handen van Bertrand Dupont, meestal met scenario's van Bob de Groot. Ook Dupa nam eens over. In 1980 kwam de reeks dan weer voor langere tijd in handen van Walli en Bom. Na hun periode, die duurde tot 1988, werd de reeks niet meer voortgezet.

## Albums
Hieronder staat een lijst van de Nederlandstalige albums van Ton en Tineke. In het Frans verschenen nog meer uitgaven, onder andere uit de periode van Mittéï, die in het Nederlands volledig ontbreekt.

### Albums getekend door Franquin
De reeks werd oorspronkelijk uitgegeven bij Le Lombard en werd in 1989 en 1991 herdrukt bij Uitgeverij Loempia. Voor de uitgaven bij Loempia tekende Franquin nieuwe covers. Alle verhalen werden in chronologische volgorde geplaatst en opnieuw vertaald. Ook de inkleuring van enkele platen werd opnieuw gedaan.
De volledige reeks is verwerkt in één album in een collectie met het werk van Franquin dat werd uitgegeven bij uitgeverij Rombaldi in de jaren tachtig. In 2015 verscheen een integrale versie bij Le Lombard, dat behalve alle gags van Franquin ook een dossier bevat.

#### Uitgegeven bij Le Lombard
1. 60 avonturen van Ton en Tinneke (1958)
2. Ton de pechvogel (1959)
3. Boordevol grappen (1973)

#### Uitgegeven bij Uitgeverij Loempia
1. Kalm blijven, Ton! (1989)
2. Ik maak me niet druk! (1989)
3. Kop op, Tineke! (1990)
4. Niet zeuren, Ton! (1990)

Dezelfde uitgeverij maakte ook drie luxe-edities met stofomslag met daarin alle gags en extra's, die samen in een bijhorende schuifdoos passen.
1. De Jaren Ton en Tineke door Franquin (1989): deel 1 en 24 extra pagina's
2. De Droom van een Designer (1989) = deel 2-3 en 26 extra pagina's
3. Franquin - het Schetsboek (1991) = deel 4 en 30 extra pagina's + schuifdoos

### Albums getekend door Attanasio
- De avonturen van Ton en Tinneke: Ha! Ha! Ha! Ha! Ha! (Le Lombard - De Lombardcollectie, 1964)
- De avonturen van Ton & Tinneke 1 (CentriPress, 1979)
- De avonturen van Ton & Tinneke 2 (CentriPress, 1979)
- De avonturen van Ton & Tinneke 3 (CentriPress, 1980)
- De avonturen van Ton & Tinneke 4 (CentriPress, 1980)
- De avonturen van Ton & Tinneke 5 (CentriPress, 1981)

### Albums door Walli en Bom
- Een avontuur van Ton en Tinneke in Walibi: Het Tamme Geheugen (Walibi Productions, 1984)
- Ton en Tinneke 1: Geinige, gave grappen en grollen (Le Lombard, 1985)
- Ton en Tinneke 2: Lachen geblazen (Le Lombard, 1986)
- Ton en Tinneke 3: De tienkoppige Chinees (Le Lombard, 1987)
- Ton en Tinneke 4: In goede en vrolijke dagen! (Le Lombard, 1987)